# Dongsheng Linchang (bondby i Kina, Heilongjiang Sheng, lat 48,51, long 129,31)
Dongsheng Linchang (kinesiska: 东升林场) är en bondby i Kina. Den ligger i provinsen Heilongjiang, i den nordöstra delen av landet, omkring 370 kilometer nordost om provinshuvudstaden Harbin. Antalet invånare är 118. Befolkningen består av 59 kvinnor och 59 män. Barn under 15 år utgör 8,0 %, vuxna 15-64 år 81 %, och äldre över 65 år 10,0 %.
Runt Dongsheng Linchang är det ganska glesbefolkat, med 40 invånare per kvadratkilometer. Närmaste större samhälle är Tanghongling Linchang, 18,7 km sydväst om Dongsheng Linchang. I omgivningarna runt Dongsheng Linchang växer i huvudsak blandskog.
Genomsnittlig årsnederbörd är 1 017 millimeter. Den regnigaste månaden är juli, med i genomsnitt 253 mm nederbörd, och den torraste är januari, med 11 mm nederbörd.